# Pataeta carbo
Pataeta carbo là một loài bướm đêm trong họ Noctuidae.